# 자동차 좌석안전띠 미착용 사건
자동차 좌석안전띠 미착용 사건(2003.10.30. 2002헌마518 [기각])은 대한민국 헌법재판소 판례이다.

## 사실관계
청구인은 좌석안전띠를 착용하지 않고 승용차를 운전하던 중 경찰관에게 적발되어 범칙금 30,000원의 납부통고를 받고 이를 납부하였다. 청구인은 좌석안전띠를 매도록 의무화하는 도로교통법 제48조의2 제1항 및 이를 어겼을 경우에 범칙금을 납부하도록 통고하는 도로교통법 제118조의 해당부분은 청구인의 일반적 행동자유권, 사생활의 비밀과 자유, 양심의 자유, 인간의 존엄과 가치, 재판을 받을 권리를 침해한다고 주장하면서 이 사건 헌법소원재판을 청구하였다.

## 주문
청구인의 심판청구를 기각한다.

## 이유

### 일반적 행동자유권의 침해여부

#### 일반적 행동자유권의 제한
일반적 행동자유권은 모든 행위를 할 자유와 행위를 하지 않을 자유로 가치있는 행동만 그 보호영역으로 하는 것은 아닌 것으로, 그 보호영역에는 개인의 생활방식과 취미에 관한 사항도 포함되며 여기에는 위험한 스포츠를 즐길 권리와 같은 위험한 생활방식으로 살아갈 권리도 포함된다. 좌석안전띠를 매지 않을 자유는 헌법 제10조의 행복추구권에서 나오는 일반적 행동자유권의 보호영역에 속한다.

#### 과잉금지원칙의 위배여부
교통사고로부터 국민의 생명 또는 신체에 대한 위험과 장애를 방지, 제거하기 위한 입법목적의 정당성이 인정된다. 좌석안전띠착용은 교통사고발생시 자동차승차자의 사망과 중상 위험을 감소시키는 것으로 나타나고 있으므로 방법의 적절성도 인정된다. 좌석안전띠 착용으로 인하여 달성하려는 공익인 동승자를 비롯한 국민의 생명과 신체의 보호는 재산적인 가치로 환산할 수 없는 것일 뿐만 아니라 교통사고로 인한 사회적인 비용을 줄여 사회공동체의 이익을 증진하기 위한 것으로 법익의 균형성도 갖추었다. 범칙금은 행정형벌이 아니며 비범죄화의 정신에 접근하는 제도로서 범칙금을 납부한 교통범칙자의 기본권이 제한되는 정도는 행정질서벌인 과태료를 납부한 자의 기본권이 제한되는 정도와 크게 다르지 않다. 과도한 부담이라고 하기 어려우므로 침해의 최소성도 인정된다.

### 사생활의 비밀과 자유 침해여부
운전할 때 운전자가 좌석안전띠를 착용하는 문제는 더 이상 사생활영역의 문제가 아니어서 사생활의 비밀과 자유에 의하여 보호되는 범죄를 벗어난 행위이다.

### 양심의 자유의 침해여부
운전중 운전자의 좌석안전띠착용은 양심의 자유의 보호영역에 속하지 아니한다.

### 인간의 존엄과 가치의 침해여부
인간으로서의 인격적 주체성을 박탈한다거나 인간의 존귀성을 짓밟는 것이라고 할 수 없다.

### 법관에 의한 재판을 받을 권리의 침해여부
처분을 받은 당사자의 임의의승복을 발효요건으로 하고 불응시 정식재판의 절차가 보장되어 있으므로 통고처분에 대하여 행정쟁송을 베제하고 있는 이 사건 법률조항이 법관에 의한 재판받을 권리를 침해한다든가 적법절차의 원칙에 저촉된다고 볼 수 없다.

## 참고 문헌
- 정회철, 최근 5년간 헌법중요판례 200, 도서출판 여산, 2012.
- 2003.10.30. 2002헌마518 [기각]